# ULAS J224940.13−011236.9
ULAS J224940.13-011236.9 — коричневый карлик спектрального типа L2.5. Находится в созвездии Водолея на расстоянии 250 световых лет от Солнца.
Был обнаружен в 2019 году благодаря решению, касающемуся обследования транзитных перевозок следующего поколения, извержения с интенсивностью, в 10 раз большей, чем самая интенсивная из известных солнечных бурь (событие Кэррингтона в 1859 году). Вспышка на ULAS J224940.13-011236.9 длилась 9,5 минут, за это время светимость коричневого карлика увеличилась в 10 тыс. раз, что соответствует энергии 80 млрд мегатонн в тротиловом эквиваленте. Температура небесного тела — 2000 К.